# Moure (Felgueiras)
Moure é uma localidade portuguesa do Município de Felgueiras que foi sede da extinta Freguesia de Moure, freguesia que tinha 3,07 km² de área e 1 321 habitantes (2011), e, por isso, uma densidade populacional de 430,3 hab./km².
A Freguesia de Moure foi extinta em 2013, no âmbito de uma reforma administrativa nacional, para, em conjunto com as Freguesias de Margaride, Várzea, Lagares e Varziela, formar uma nova freguesia denominada União das Freguesias de Margaride (Santa Eulália), Várzea, Lagares, Varziela e Moure com a sede em Margaride..

## População
| População da freguesia de Moure | População da freguesia de Moure | População da freguesia de Moure | População da freguesia de Moure | População da freguesia de Moure | População da freguesia de Moure | População da freguesia de Moure | População da freguesia de Moure | População da freguesia de Moure | População da freguesia de Moure | População da freguesia de Moure | População da freguesia de Moure | População da freguesia de Moure | População da freguesia de Moure | População da freguesia de Moure |
| ------------------------------- | ------------------------------- | ------------------------------- | ------------------------------- | ------------------------------- | ------------------------------- | ------------------------------- | ------------------------------- | ------------------------------- | ------------------------------- | ------------------------------- | ------------------------------- | ------------------------------- | ------------------------------- | ------------------------------- |
| 1864                            | 1878                            | 1890                            | 1900                            | 1911                            | 1920                            | 1930                            | 1940                            | 1950                            | 1960                            | 1970                            | 1981                            | 1991                            | 2001                            | 2011                            |
| 488                             | 471                             | 499                             | 543                             | 495                             | 515                             | 536                             | 614                             | 737                             | 788                             | 797                             | 921                             | 1 138                           | 1 177                           | 1 321                           |

| Distribuição da População por Grupos Etários | Distribuição da População por Grupos Etários | Distribuição da População por Grupos Etários | Distribuição da População por Grupos Etários | Distribuição da População por Grupos Etários | Distribuição da População por Grupos Etários | Distribuição da População por Grupos Etários | Distribuição da População por Grupos Etários | Distribuição da População por Grupos Etários | Distribuição da População por Grupos Etários |
| -------------------------------------------- | -------------------------------------------- | -------------------------------------------- | -------------------------------------------- | -------------------------------------------- | -------------------------------------------- | -------------------------------------------- | -------------------------------------------- | -------------------------------------------- | -------------------------------------------- |
| Ano                                          | 0-14 Anos                                    | 15-24 Anos                                   | 25-64 Anos                                   | > 65 Anos                                    |                                              | 0-14 Anos                                    | 15-24 Anos                                   | 25-64 Anos                                   | > 65 Anos                                    |
| 2001                                         | 263                                          | 201                                          | 606                                          | 107                                          |                                              | 22,3%                                        | 17,1%                                        | 51,5%                                        | 9,1%                                         |
| 2011                                         | 238                                          | 179                                          | 749                                          | 155                                          |                                              | 18,0%                                        | 13,6%                                        | 56,7%                                        | 11,7%                                        |

## Património
- Casa de Simães (pátio nobre, jardins, portão, fontes, estátuas e muro principal).